# Gerichtsbezirk Waschkoutz am Czeremosch
Der Gerichtsbezirk Waschkoutz am Czeremosch (auch: Waszkoutz am Czeremosch; rumänisch: Văşcăuţ lângă Ceremuş; ruthenisch: Waszkiwci nad Czeremoszem) war ein dem Bezirksgericht Waschkoutz am Czeremosch unterstehender Gerichtsbezirk im Herzogtum Bukowina. Der Gerichtsbezirk umfasste Gebiete im Nordwesten der Bukowina bzw. in der heutigen Ukraine. Das Gebiet wurde nach dem Ersten Weltkrieg Rumänien zugeschlagen und kam nach dem Zweiten Weltkrieg an die Sowjetunion. Das Gebiet gehört heute zum ukrainischen Anteil der Bukowina im Südwesten der Ukraine (Oblast Tscherniwzi).

## Geschichte
Im Zuge der Neuordnung des Gerichtswesen im Kaisertum Österreich waren im Juni 1849 die allgemeinen Grundzüge der Gerichtsverfassung in den Kronländern durch Kaiser Franz Joseph I. genehmigt worden. Hierauf ließ Justizminister Anton von Schmerling Pläne zur Organisierung des Gerichtswesens in der Bukowina ausarbeiten, die der Kaiser am 6. November 1850 per Verordnung ebenfalls genehmigte. Mit der Reorganisation ging die Abschaffung der landesfürstlichen Gerichte ebenso wie der Patrimonial-Gerichte einher, wobei Schmerling ursprünglich die Errichtung von 17 Bezirksgerichten plante und die Bukowina dem Oberlandesgericht Stanislau unterstellt werden sollte. Schließlich schufen die Behörden nur 15 Bezirksgerichte, die man dem Landesgericht Czernowitz bzw. dem Oberlandesgericht Lemberg zuordnete. Die Errichtung der gemischten Bezirksämter, die neben der Verwaltung auch die Justiz zu besorgen hatten, wurde schließlich per 29. September 1855 amtswirksam, wobei der Gerichtsbezirk Waschkoutz aus den Gemeinden Waschkoutz am Czeremosch, Russisch Banilla, Banilla Słobodzia, Berbesti mit Ostra am Pruth, Bobesti, Czartoria, Draczinetz, Hlinitza, Kabesti, Kalinesti am Czeremosch, Karapiźiu am Czeremosch, Kostesti, Ober-Stanesti am Czeremosch, Unter-Stanesti am Czeremosch, Wilawcze, Wołoka am Czeremosch, Zamosti, Zeleneu mit Samsonówka und Plesnitza gebildet wurde. Für Verbrechen und Vergehen war das Bezirksgericht Waschkoutz dem Landesgericht Czernowitz unterstellt. Nach kurzer Zeit dürfte der Gerichtsbezirk Waschkoutz bereits aufgelöst worden sein, wobei sich das dem Gerichtsbezirk 1854 zugewiesene Gebiet 1869 auf die drei Gerichtsbezirke Storozynetz, Wiznitz und Kotzman verteilte.
Aus Teilen des Gerichtsbezirks Wiznitz, den Gemeinden sowie zugehörigen Gutsgebieten Waszkoutz am Czermosz, Russisch-Banilla, Słobodiza-Banilla, Karapcziu, Willawcze sowie Zamostie wurde der Gerichtsbezirk Waschkoutz per 1. November 1898 wiedererrichtet. Der Gerichtsbezirk Waschkoutz am Czeremosch wurde dabei per 1. Oktober 1903 aus dem Bezirk Wiznitz ausgeschieden und mit dem Gerichtsbezirk Stanestie aus dem Bezirk Storozynetz zum Bezirk Waschkoutz am Czeremosch zusammengefasst.
Der Gerichtsbezirk Waschkoutz am Czeremosch wies 1900 eine Bevölkerung von 21.346 Einwohnern auf einer Fläche von 211,18 km² auf. Von der Bevölkerung hatten 1900 16.656 Ruthenisch (78,0 %) als Umgangssprache angegeben, 3.478 Personen sprachen Deutsch (16,3 %), 55 Rumänisch (0,3 %) und 1.151 eine andere Sprache (5,4 %).